# Казуїстика
Казуїстика (від лат. casus — «випадок», «казус») — у загальновживаному, побутовому значенні під цим терміном розуміють спритність в аргументах під час доказів сумнівних чи неправдивих ідей.
У середньовічних схоластів (богословів і юристів) казуїстика була особливим діалектичним прийомом, за допомогою якого будь-яке релігійне, моральне чи юридичне питання розбивається на незліченну множину дрібних деталей і випадків та замість вирішення питання в принципі, намагаються увійти до найтоншого й вичерпного аналізу всіх теоретично можливих випадків (парохіалізм). У діалектичній казуїстиці особливо відзначались єзуїти. Відтоді в теології під казуїстикою почали розуміти і вчення про ступінь гріха відносно до різних обставин. Казуїстика стала (особливо в католицизмі) теорією «казусів совісті», що регулює конфлікти між різними моральними зобов'язаннями людини, коли необхідно визначити пріоритет одного з них перед іншим за конкретних складних обставин.
У юриспруденції під казуїстикою розуміють аналіз певної справи, випадку (казусу) й виведення з нього шляхом логічної та юридичної інтерпретації кількох загальних принципів, що доповнюють норми, яких не вистачає в законодавстві. У судовій практиці більшості країн нерідко доводиться вдаватись до казуальної творчості через нові питання, що ставить життя, які ще не відображено в законах.